# Joaquim Gualberto da Cunha Melo
Joaquim Gualberto da Cunha Melo (Coimbra, 1892 — ?) foi um médico, facultativo municipal do concelho da Horta, que se destacou no campo político. Foi governador civil do Distrito da Horta de 22 de agosto de 1924 a 11 de junho de 1926, o último no cargo nomeado pelos governos da Primeira República Portuguesa.

## Biografia
Joaquim Gualberto da Cunha Melo foi filho de Alfredo da Cunha Melo, natural de Coimbra. Depois de ter frequentado o curso de Medicina da Universidade de Coimbra, transferiu-se para a Universidade do Porto, onde se licenciou pela Faculdade de Medicina da Universidade do Porto com uma dissertação, pioneira no campo da fisiatria e reabilitação física, intitulada Mutilados da guerra e acidentados de trabalho. Da Reeducação Profissional, aprovada em 27 de julho de 1923. Refere na sua dissertação, apresentada em 1923, que A reeducação dos mutilados foi em Portugal uma obra da guerra.
Foi opositor ao regime saído do golpe de 28 de maio de 1926 tendo em consequência sido deportada durante alguns meses para Angra do Heroísmo. Foi apoiante do general Norton de Matos, tendo enviado um cartão na ocasião da apresentação do projeto de lei contra as associações secretas, e da sua demissão do cargo de professor no Instituto Superior Técnico.